# 七五書店
七五書店（しちごしょてん）は、愛知県名古屋市瑞穂区弥富通2-4-2にある書店。「まほろば珈琲館」という喫茶店を併設している。店長の熊谷隆章は名古屋書店員懇親会の代表も務めている。

## 特色

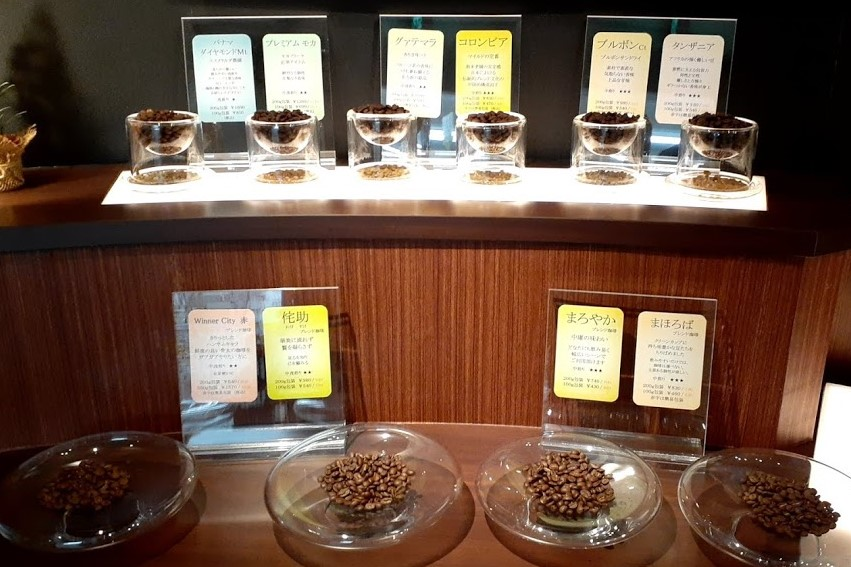
併設しているまほろば珈琲館

1988年に開店。愛知県道221号岩崎名古屋線（弥富通）に面する路面店であり、いわゆる「街の本屋」である。売場面積が75坪だったことから七五という名称がつけられたが、2011年（平成23年）に売り場の一角を喫茶店にしたことから、現在の売り場面積は50坪である。「フェア・特集」や「新刊・話題の本」などの書棚の作り込みが高く評価されており、名古屋関連書籍やサイン本コーナーも充実しているとされる。Twitter、Facebook、ブログなどでの情報発信に力を入れていることでも知られている。
常連客には小説家の大島真寿美などがいる。2019年（令和元年）に大島が第161回直木賞を受賞した際には、店舗内のモニターで受賞者発表のライブビューイングが行われ、大島のファンら約10人が喜びの歓声を上げた。大島は受賞記念会見で七五書店の名前を挙げて感謝の意を示している。七五書店では2012年（平成24年）頃から大島の作品コーナーを設置しており、大島は新刊を出すたびにサインを書きに訪れるという。また歌人の荻原裕幸も、七五書店を詠んだ短歌を発表しており歌集『リリカル・アンドロイド』に収録されている。
2023年1月31日に閉店した。

## 基本情報
- 営業時間

平日・土曜 : 10時～22時
日曜・祝日 : 10時～20時
- 定休日

第2日曜日・第4日曜日
- アクセス

名古屋市営地下鉄名城線・桜通線新瑞橋駅から東に約700m